# أبل إم 3
أب إم 3 (بالإنجليزية: Apple M3)‏ هي سلسلة من الأنظمة القائمة على معمارية آرم على شريحة نظام على رقاقة (SoC) صممتها شركة أبل، وهي جزء من سلسلة أبل سيليكون، كوحدة معالجة مركزية (CPU) ووحدة معالجة رسومية (GPU) لأجهزة ماك للكمبيوتر المكتبي وأجهزة الكمبيوتر المحمولة. تم إصداره في أواخر عام 2023، وهو الجيل الثالث من بنية آرم المخصصة لأجهزة كمبيوتر ماك من أبل بعد انتقال ماك إلى أبل سيليكون، خلفًا لأبل إم 2.

## الإصدار
أعلنت شركة أبل عن إم 3 في 30 أكتوبر 2023، في حدث سريع مخيف عبر الإنترنت الذي يحمل طابع الهالووين، إلى جانب طرازات آي ماك وماك بوك برو التي تستخدم إم3.

## التصميم
سلسلة إم 3 هي أول تصميم بتقنية 3 نانومتر من إنتاج شركة أبل لأجهزة الكمبيوتر المكتبية وأجهزة الكمبيوتر المحمولة. يتم تصنيعها بواسطة شركة شركة تايوان لصناعة أشباه الموصلات المحدودة.

### وحدة معالجة مركزية
- إم 3: وحدة معالجة مركزية مكونة من 8 أنوية مع 4 أنوية للأداء و4 أنوية للكفاءة
- إم 3 برو: وحدة معالجة مركزية مكونة من 11 أو 12 نواة مع 5 أو 6 نوى للأداء و6 نوى للكفاءة
- إم 3 ماكس: وحدة معالجة مركزية مكونة من 14 أو 16 نواة مع 10 أو 12 نواة للأداء و4 نوى للكفاءة

### وحدة معالجة الرسوميات
تتضمن وحدة معالجة الرسومات التي تمت إعادة تصميمها ميزات مثل التخزين المؤقت الديناميكي، والتظليل الشبكي، وتتبع الأشعة المعجل بواسطة الأجهزة.
تقوم تقنية التخزين المؤقت الديناميكي بتخصيص الذاكرة المحلية في الوقت الفعلي. وعلى عكس الأساليب التقليدية، تضمن تقنية التخزين المؤقت الديناميكي استخدام المقدار الدقيق فقط من الذاكرة المطلوبة لمهمة ما، وبالتالي تحسين استخدام الذاكرة وتعزيز الأداء والكفاءة. وهذا مفيد بشكل خاص للمهام التي تتطلب رسومات مكثفة، حيث يمكن أن يكون تخصيص الذاكرة الديناميكي أمرًا بالغ الأهمية.
تتضمن برامج الترميز المدعومة على إم 3 ترميز 8K إتش 264، و8كي إتش.265 (8/10 بت، حتى 4:4:4)، وأبل بروريس [الإنجليزية] 8كي، وفي بي 9، وجيه بيه إي جي، وإيه في 1.

### مسرع الذكاء الاصطناعي
يحتوي إم 3 على أجهزة الشبكات العصبية في محرك عصبي مكون من 16 نواة قادر على تنفيذ أكثر من 18 تريليون عملية في الثانية، وهو أبطأ من مسرع الذكاء الاصطناعي الذي يبلغ 35 تريليون عملية في الثانية في إيه17 برو والذي شوهد في سلسلة آيفون 15 برو.

#### الذكاء الاصطناعي
استهدفت أبل بشكل خاص تطوير الذكاء الاصطناعي وأحمال العمل، سواء باستخدام المحرك العصبي أو من خلال زيادة الحد الأقصى للذاكرة (128 جيجابايت) في إم 3 ماكس، مما يسمح بنماذج الذكاء الاصطناعي ذات أعداد كبيرة من المعلمات. تدعي أبل تحسن الأداء بنسبة 15% لأحمال عمل الذكاء الاصطناعي على إم 3 (مقارنة بالجيل السابق إم 2).

### الذاكرة
إن بنية الذاكرة الموحدة في إم 3 تشبه الجيل إم 2؛ حيث تستخدم أنظمة إم 3 ذاكرة ذاكرة الوصول العشوائي الديناميكية إل بي دي دي آر5 بسرعة 6400 إم تي/ثانية. وكما هو الحال مع أنظمة سلسلة إم من نظام على رقاقة السابق، تعمل هذه الذاكرة كذاكرة وصول عشوائي (RAM) وذاكرة وصول عشوائي للفيديو. تحتوي إم 3 على 8 وحدات تحكم في الذاكرة، وتحتوي إم 3 برو على 12 وحدة، وتحتوي إم 3 ماكس على 32 وحدة. يبلغ عرض كل وحدة تحكم 16 بت وهي قادرة على الوصول إلى ما يصل إلى 4 جيجابايت من الذاكرة.
يتمتع كل من إم 3 برو وإم3 ماكس بـ14 نواة بنطاق ترددي للذاكرة أقل من إم 1/إم 2 برو وإم 1/إم 2 ماكس على التوالي. يحتوي إم 3 برو على ناقل ذاكرة 192 بت بينما كان لدى إم 1 وإم 2 برو ناقل 256 بت، مما ينتج عنه نطاق ترددي يبلغ 150 جيجابايت/ثانية فقط مقابل 200 جيجابايت/ثانية لسابقاتها. لا تمكّن إم 3 ماكس ذات 14 نواة سوى 24 وحدة تحكم من أصل 32 وحدة تحكم، وبالتالي فهي تحتوي على 300 جيجابايت/ثانية مقابل 400 جيجابايت/ثانية لجميع طرازات إم 1 وإم 2 ماكس، بينما تتمتع إم 3 ماكس ذات 16 نواة بنفس 400 جيجابايت/ثانية مثل طرازي إم 1 وإم 2 ماكس السابقين.

### مميزات أخرى
وتشمل المكونات الأخرى معالج إشارة الصورة، ووحدة تحكم تخزين إن في إم إكسبريس، والمنطقة الآمنة، ووحدة تحكم يو إس بي 4 التي تتضمن دعم منفذ الصاعقة 4.

## المنتجات التي تستخدم سلسلة أبل إم 3

### إم 3
- ماك بوك برو (14 بوصة، نوفمبر 2023) - وحدة معالجة رسومية مكونة من 10 أنوية
- ماك بوك آير (13 بوصة و15 بوصة، مارس 2024) [الإنجليزية] - وحدة معالجة رسومية ذات 8 و10 أنوية
- آي ماك (24 بوصة، 2023) [الإنجليزية] - وحدة معالجة رسومية مكونة من 10 أنوية

### إم 3 برو
- ماك بوك برو (14 بوصة و16 بوصة، نوفمبر 2023) - وحدة معالجة رسومية ذات 14 و18 نواة

### إم 3 ماكس
- ماك بوك برو (14 بوصة و16 بوصة، نوفمبر 2023) - وحدة معالجة رسومية ذات 30 و40 نواة

## المتغيرات
يوضح الجدول أدناه الأنظمة على الرقائق المختلفة.
| المتغير    | وحدة معالجة مركزية | وحدة معالجة مركزية | وحدة معالجة الرسوميات | وحدة معالجة الرسوميات | وحدة معالجة الرسوميات | مسرع الذكاء الاصطناعي | مسرع الذكاء الاصطناعي | ذاكرة إل بي دي دي آر5-6400 | ذاكرة إل بي دي دي آر5-6400 | عدد الترانزستورات | واط |
| المتغير    | نواة الأداء القوية | النواة الإلكترونية | الأنوية               | وحدة تنفيذ            | وحدة الحساب والمنطق   | النواة                | الأداء                | وحدات التحكم               | النطاق الترددي             | عدد الترانزستورات | واط |
| ---------- | ------------------ | ------------------ | --------------------- | --------------------- | --------------------- | --------------------- | --------------------- | -------------------------- | -------------------------- | ----------------- | --- |
| إيه 17 برو | 2                  | 4                  | 5                     | 80                    | 640                   | 16                    | 35 TOPS               | 4                          | 51.2 جيجا بايت/ثانية       | 19 مليار          | 8   |
| إيه 17 برو | 2                  | 4                  | 6                     | 96                    | 768                   | 16                    | 35 TOPS               | 4                          | 51.2 جيجا بايت/ثانية       | 19 مليار          | 8   |
| إم 3       | 4                  | 4                  | 8                     | 128                   | 1024                  | 16                    | 18 TOPS               | 8                          | 102.4 جيجا بايت/ثانية      | 25 مليار          | 20  |
| إم 3       | 4                  | 4                  | 10                    | 160                   | 1280                  | 16                    | 18 TOPS               | 8                          | 102.4 جيجا بايت/ثانية      | 25 مليار          | 20  |
| إم 3 برو   | 5                  | 6                  | 14                    | 224                   | 1792                  | 16                    | 18 TOPS               | 12                         | 153.6 جيجا بايت/ثانية      | 37 مليار          | 27  |
| إم 3 برو   | 6                  | 6                  | 18                    | 288                   | 2304                  | 16                    | 18 TOPS               | 12                         | 153.6 جيجا بايت/ثانية      | 37 مليار          | 27  |
| إم 3 ماكس  | 10                 | 4                  | 30                    | 480                   | 3840                  | 16                    | 18 TOPS               | 24                         | 307.2 جيجا بايت/ثانية      | 92 مليار          | 78  |
| إم 3 ماكس  | 12                 | 4                  | 40                    | 640                   | 5120                  | 16                    | 18 TOPS               | 32                         | 409.6 جيجا بايت/ثانية      | 92 مليار          | 78  |

1. ↑  نواة الأداء
2. ↑  نواة الكفاءة
3. ↑  تحتوي كل نواة وحدة معالجة الرسوميات على 16 وحدة تنفيذ (إي يو إس) و128 وحدة منطق حسابية (إيه إل يو إس)
4. ↑  يحتوي كل متحكم في الذاكرة إل بي دي دي آر5-6400 على قناة ذاكرة 16 بت ويمكنه الوصول إلى ما يصل إلى 4 جيجابايت من الذاكرة.[16]